# Dicranomyia submarina
Dicranomyia submarina là một loài ruồi trong họ Limoniidae. Chúng phân bố ở miền Australasia.